# Liste de journaux en Serbie
Liste de journaux serbes :
- Politika (Belgrade)
- Večernje novosti (Belgrade)
- Blic (Belgrade)
- Dnevnik (Novi Sad)
- 24 sata (Belgrade)
- Kurir (Belgrade)
- Novi Plamen
- Sport (Belgrade)
- Sportski žurnal (Belgrade)
- Press (Belgrade)
- Magyar Szó (Subotica) (en hongrois)
- Ruske Slovo (en ruthène)
- Hlas ľudu (en slovaque)
- Libertatea (en roumain)
- Hrvatska riječ (en croate)